# Duingrasmot
De duingrasmot (Thisanotia chrysonuchella) is een vlinder uit de familie grasmotten (Crambidae). De spanwijdte van de vlinder bedraagt tussen de 24 en 34 millimeter. 
De soort overwintert als rups.

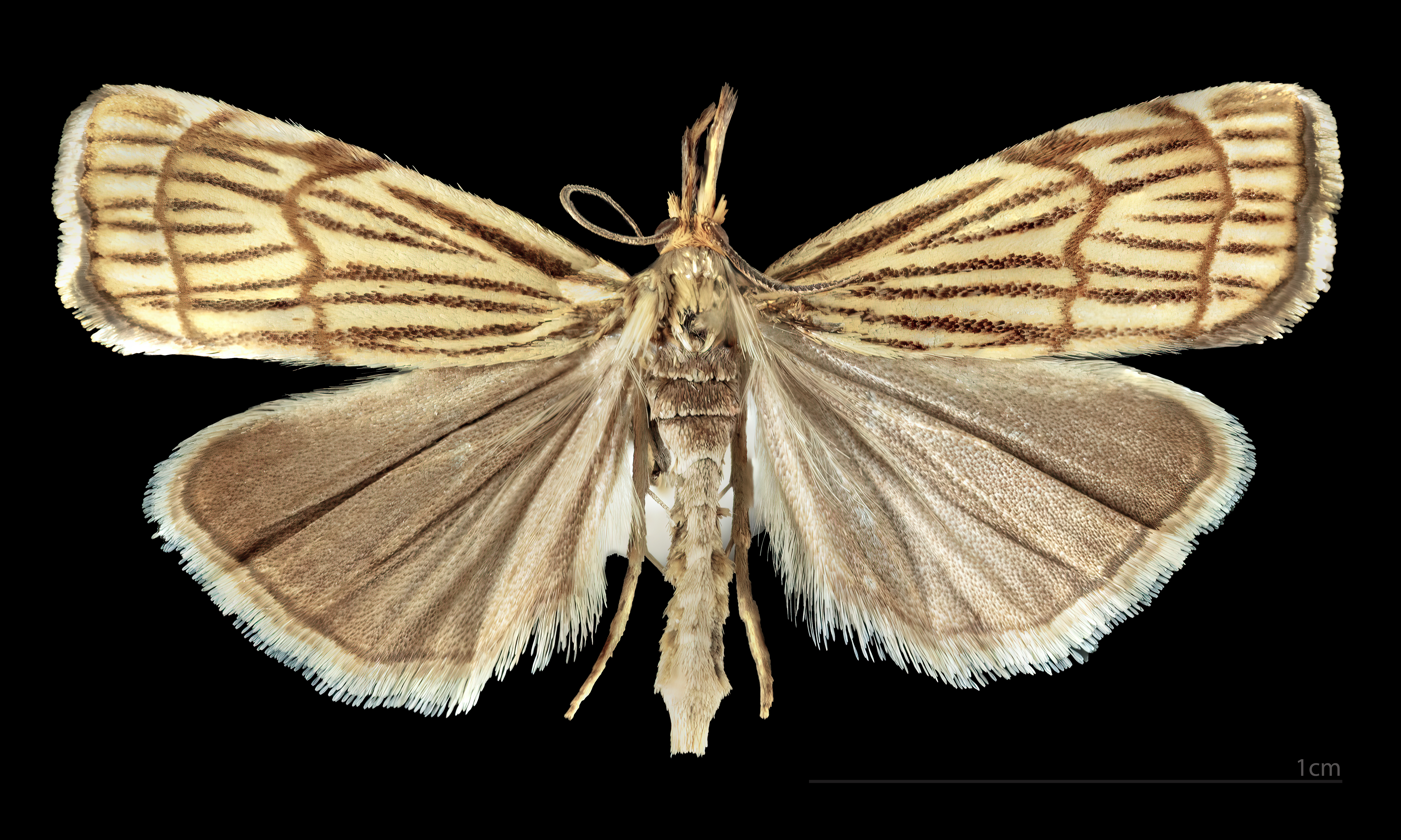
Thisanotia chrysonuchella ♀
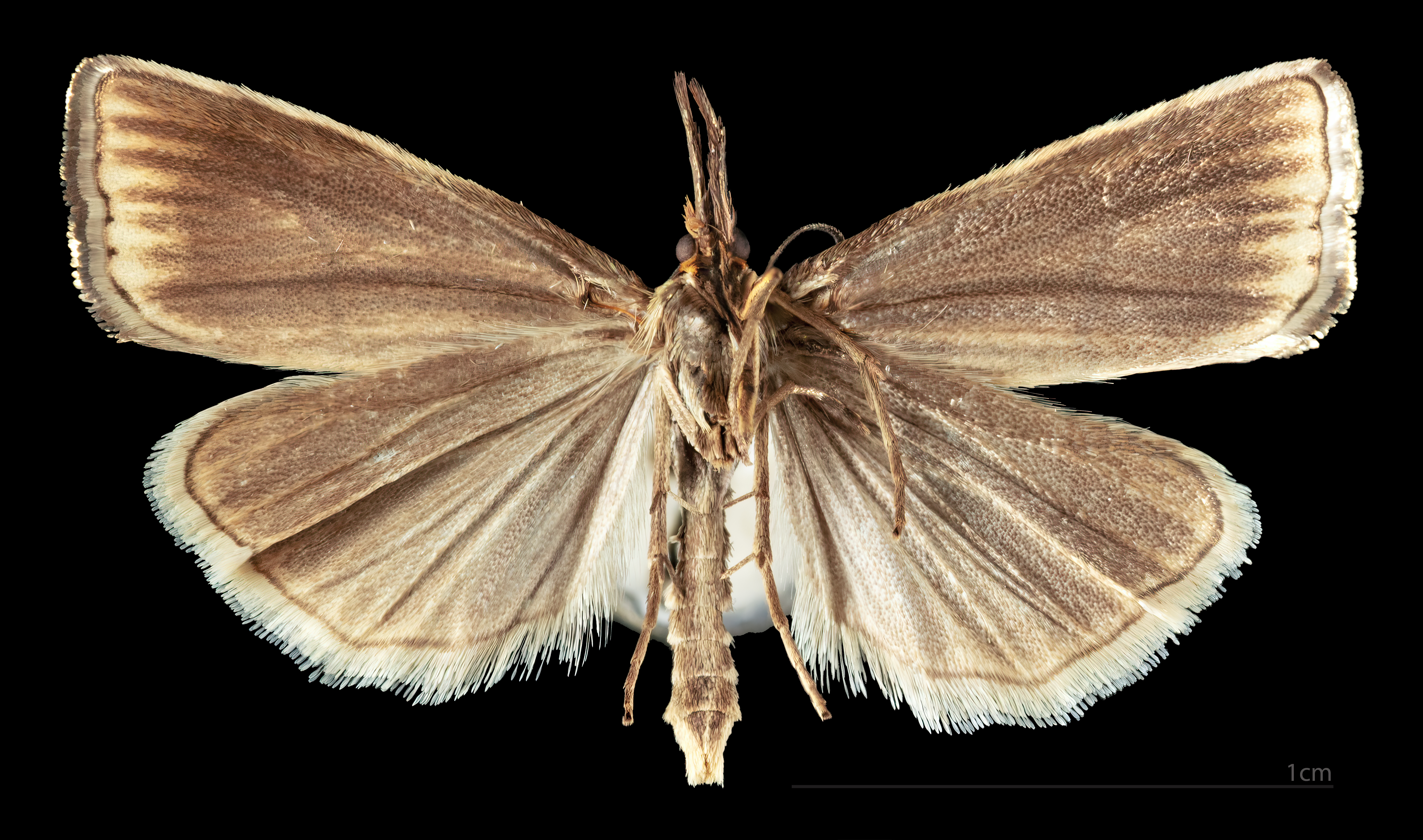
Thisanotia chrysonuchella ♀  △

## Waardplanten
De duingrasmot heeft ruig schapengras en andere grassen als waardplanten.

## Voorkomen in Nederland en België
De duingrasmot is in België een vrij wijdverbreide soort en in Nederland niet zo algemeen, vooral bekend van de duinen en het zuidoosten van het land. De soort kent één generatie die vliegt in mei en juni.